# Димитър Деликостадинов
Димитър Василев Деликостадинов е български свещеник и революционер, деец на Вътрешната македоно-одринска революционна организация.

## Биография
Роден е на 5 февруари 1861 година във василикоското село Маджура, Османската империя. Става свещеник и служи в църквата „Свети Илия” в родното си село. Същевременно развива революционна дейност. Участва в Илинденско-Преображенското въстание, като на 3 август 1903 година обезоръжава заптието, което пристига в Маджура, и отнася в гората пушката и револвера му при селската чета. След въстанието емигрира в Свободна България.
Умира на 22 април 1936 година в село Бродилово.